# Rắn sãi mép trắng
Amphiesma leucomystax là một loài rắn trong họ Colubridae. Loài này được Bain, Quang Truong, Orlov, Vogel, Ngoc Thanh & Ziegler mô tả khoa học đầu tiên năm 2007.